# نيوزويك
نيوزويك  (بالإنجليزية: Newsweek)‏ هي مجلة أمريكية مطبوعة أسبوعية تأسست في 17 فبراير 1933 من طرف توماس مارتن الذي كان يشغل منصب رئيس تحرير مجلة تايم الأمريكية آنذاك. تتناول المجلة مواضيع السياسة والشؤون العالمية والتجارة والعلوم والتكنولوجيا والثقافة والفن. لدى المجلة شراكة مع مايكروسوفت في إدارة موقعها الإلكتروني المتفاعل مع الأحداث العالمية على مدار 24 ساعة. تصدر المجلة في عدة طبعات عالمية من نيوزويك من ضمنها النسخة العربية التي تصدرها دار الوطن الكويتية.
كانت نيوزويك توزَّع على نطاق واسع أسبوعياً خلال القرن العشرين، مع العديد من رؤساء التحرير البارزين على مر السنين. استحوذت شركة واشنطن بوست على نيوزويك في عام 1961، وظلت تحت ملكيتها حتى عام 2010. اندمجت مجلة نيوزويك مع موقع ذا ديلي بيست في سنة 2010 ضمن شركة شركة نيوزويك ديلي بيست [الإنجليزية].
بين عامي 2008 و 2012، واجهت نيوزويك صعوبات مالية، مما أدى إلى إعلان المسؤولون في الشركة في 18 أكتوبر 2012 أن الطبعة الورقية من نيوزويك ستتوقف مع نهاية سنة 2012، وتتحول المجلة كاملاً إلى النشر الإلكتروني ابتداءً من سنة 2013 بسبب زيادة شعبيتها على الإنترنت وارتفاع تكاليف الطباعة والنشر. ويصبح اسم المنشور الجديد نيوزويك غلوبال (بالإنجليزية: Newsweek Global)‏، وسيكون محتواها موحداً في كل أنحاء العالم. أُعيد إطلاق النسخة المطبوعة في مارس 2014 تحت ملكية مختلفة.
دفع الإنخفاض في الإيرادات إلى بيع شركة واشنطن بوست في أغسطس 2010 لشركة سيدني هارمان بسعر شراء قدره دولار واحد.  في وقت لاحق من ذلك العام، اندمجت نيوزويك مع موقع الأخبار والرأي ذا ديلي بيست، مما شكل شركة نيوزويك ديلي بيست. كانت نيوزويك مملوكة بشكل مشترك لعقار هارمان وشركة الإنترنت والإعلام الأمريكية المتنوعة IAC.
في عام 2013، أعلنت شركة IBT Media أنها استحوذت على نيوزويك من IAC. شمل الاستحواذ على علامة نيوزويك التجارية ومنشوراتها على الإنترنت، لكنها لم تشمل ذا ديلي بيست. أعادت آي بي تي ميديا تسمية نفسها باسم Newsweek Media Group في عام 2017، وأعيدت تسميتها مرة أخرى إلى آي بي تي ميديا في 2018 بعد العرض. منذ ذلك الحين ظلّت نيوزويك ناشرًا مستقلاً.

## نيوزويك، عودة الصدور الورقي
في بدايات العام 2014 وبعد توقف استمر 14 شهراً، عادت مجلة «نيوزويك» الأسبوعية الأميركية إلى الصدور ورقياً، بعدما انتقلت ملكيتها إلى شركة «آي بي تي ميديا» التي تعنى بوسائل الإعلام الإلكترونية. تراهن الشركة الناشرة التي تتخذ من نيويورك مقراً لها، على أن تعود «نيوزويك» إلى حلبة المنافسة مع مجلة «تايم» (تأسست عام 1923) الأسبوعية الشهيرة. وكانت شركة «آي بي تي ميديا» المملوكة من إتيان أوزاك (30 عاماً) وجوناثان دايفس (31 عاماً)، اشترت المجلة خلال الصيف الماضي، بعدما تحوّلت إلكترونية منذ مطلع عام 2013. وتمكّن الشابان من زيادة عدد قرّاء المجلة على شبكة الإنترنت ثلاثة أضعاف. لكنّ تلك الخطوة لم تكن كافية في نظرهما، فقررا إعادتها إلى أكشاك بيع الصحف والمجلات، بـ70 ألف نسخة أسبوعياً، بعدما كانت توزع أكثر من مليون ونصف المليون نسخة قبل توقفها آخر عام 2012. وتجازف الشركة المالكة الجديدة للمجلة كثيراً، بمحاولتها إعادة إصدارها بنسخ ورقية، بعدما واجهت صعوبات مالية كبيرة جداً خلال العقد الأخير. ومن أجل كسب الرهان، تسعى المجلة إلى تحسين نوعيتها، لا سيما نوعية الورق والطباعة. لكن عدداً كبيراً من القراء صُدم بالإخراج الجديد للمجلة. فقد صدرت المطبوعة بحلّة «باهتة» وبعيدة كلياً من مفهوم المجلة الأسبوعية، شكلاً ومضموناً. وفي هذا الصدد، يقول رئيس التحرير الجديد للمجلة جيم إيمبوكو: «إننا نوفر مضموناً ذا نوعية مجلة شهرية، في كل أسبوع». وهي توظف لذلك 29 صحافياً بدوام كامل. وكانت «نيوزويك» قد تأسست عام 1933 على يد الصحافي توماس مارتن، والذي كان يعمل في «تايم-time»، وذلك بعدما قدم استقالته منها ليصدر مجلة جديدة تنافس المجلة الأم. جريدة الحياة بي بي سي عربي ، كما تقدم المجلة عبر موقعها الرسمي امكانية الاشتراك أو شراء المجلة ورقياً.

## التاريخ
التأسيس والسنوات الأولى (1933-1961)
في عام 1937، اندمجت نيوزويك مع المجلة الأسبوعية «اليوم-Today»، التي أسسها في عام 1932 حاكم نيويورك المستقبلي والدبلوماسي أفيريل هاريمان وفينسنت أستور من عائلة أستور البارزة. نتيجة لهذه الصفقة، قدم هاريمان وأستور 600000 دولار في صناديق رأس المال الاستثماري وأصبح فينسنت أستور رئيسًا لمجلس الإدارة والمساهم الرئيسي فيه بين عام 1937 ووفاته في عام 1959.
في عام 1937 تولى مالكولم موير منصب الرئيس ورئيس التحرير. قام بتغيير الاسم إلى نيوزويك، وأطلق إصدارات دولية. مع مرور الوقت، طوّرت المجلة مجموعة واسعة من المواد، من الأحداث العاجلة والتحليلات إلى المراجعات والتعليقات.

## تحت ملكية البريد (1961-2010)
- تم شراء المجلة من قِبل شركة واشنطن بوست في عام 1961.[8]
- عُيِّن أوزبورن إليوت محررًا لمجلة نيوزويك عام 1961 وأصبح رئيس التحرير عام 1969.
- في عام 1970، مثّلت اليانور هولمز نورتون ستين موظفة في نيوزويك ممن تقدموا بشكوى إلى لجنة تكافؤ فرص العمل بأن نيوزويك لديها سياسة تسمح فقط للرجال بأن يكونوا مراسلين.[9] فازت النساء، ووافقت نيوزويك على السماح للنساء بالعمل كمراسلين.[9] في اليوم الذي تم فيه تقديم الدعوى، كانت مقالة غلاف مجلة نيوزويك "Women in Revolt" تغطي الحركة النسوية؛ كما أن المقال كتبته امرأة تم توظيفها على أساس العمل الحر لأنه لم تكن هناك مراسلات في المجلة، وهي هيلين دودار، على أساس الاعتقاد بأنه لا توجد كاتبات في المجلة قادرات على التعامل مع المهمة. وكان من بين الذين تم تجاوزهم إليزابيث بير، التي أمضت خمس سنوات في باريس كمراسلة أجنبية.[10]
- أصبح إدوارد كوسنر محررًا في الفترة من 1975 إلى 1979 بعد توجيه التغطية الواسعة للمجلة لفضيحة ووترغيت التي أدت إلى استقالة الرئيس ريتشارد نيكسون في عام 1974.
- أصبح ريتشارد إم سميث رئيسًا لمجلس الإدارة في عام 1998، وهو العام الذي افتتحت فيه المجلة قائمة «أفضل المدارس الثانوية في أمريكا».[11]
- استقال سميث من منصب رئيس مجلس الإدارة في ديسمبر 2007.[12]

## إعادة الهيكلة والمالك الجديد (2008-2010)
خلال الفترة 2008-2009، أجرت مجلة نيوزويك عملية إعادة هيكلة دراماتيكية للأعمال. مستشهدة بالصعوبات في التنافس مع مصادر الأخبار على الإنترنت لتقديم أخبار فريدة في مطبوعة أسبوعية، أعادت المجلة تركيز محتواها على الرأي والتعليق ابتداءً من عددها الصادر في 24 مايو 2009. في 2010 قامت المجلة أيضًا بتسريح الموظفين. بينما انخفضت عائدات الإعلانات بنسبة 50٪ تقريبًا مقارنة بالعام السابق، تقلصت المصروفات أيضًا، حيث كان الناشرون يأملون في عودة نيوزويك إلى الربحية.
أظهرت النتائج المالية لعام 2009 وفقًا لما أوردته شركة واشنطن بوست أن عائدات الإعلانات لمجلة نيوزويك انخفضت بنسبة 37٪ في عام 2009 وأبلغ قسم المجلة أن الخسارة لعام 2009 بلغت 29.3 مليون دولار مقارنة بخسارة قدرها 16 مليون دولار في عام 2008. خلال الربع الأول من عام 2010، خسرت المجلة ما يقرب من 11 مليون دولار.
تم بيع المجلة لـسيدني هارمان في 2 أغسطس 2010 مقابل دولار واحد مقابل تحمل الالتزامات المالية للمجلة. تم قبول عرض هارمان على ثلاثة منافسين. غادر ميشام المجلة عند إتمام البيع. سيدني هارمان كان زوج جين هارمان، والتي كانت في ذلك الوقت عضوًا في الكونجرس من كاليفورنيا.

## الاندماج مع ذا ديلي بيست (2010-2013)
المقال الرئيسي: شركة نيوزويك ديلي بيست
في نهاية عام 2010، اندمجت نيوزويك مع المنشور الإلكتروني ديلي بيست، بعد مفاوضات مكثفة بين المالكين. أصبحت تينا براون رئيسة تحرير ديلي بيست، محررة لكلا المنشورين. أما الكيان الجديد «شركة نيوزويك ديلي بيست» فقد كانت مملوكة بنسبة 50٪ لشركة IAC / Inter Active Corp و50٪ لشركة هورمان.

## إعادة التصميم (2011)
أعيد تصميم مجلة نيوزويك في مارس 2011. نقلت مجلة نيوزويك الجديدة قسم «وجهات النظر» إلى مقدمة المجلة، حيث كانت بمثابة لقطة بارزة للأسبوع الماضي في ذا ديلي بيست. تم توفير مساحة أكبر في مقدمة المجلة لكتّاب الأعمدة والمحررين والضيوف الخاصين. يضم قسم «معرض الأخبار» الجديد نشرات من صفحتين لصور الأسبوع مع مقالة موجزة مصاحبة لكل واحدة. يضمن قسم «نيوزويك» مقالات قصيرة ومقابلة قصيرة مع صانع أخبار، بالإضافة إلى العديد من الرسوم البيانية والمخططات للقراءة السريعة بأسلوب ذا ديلي بيست.

## توقف تنسيق الطباعة (2012)
في 25 يوليو 2012، أشارت الشركة المشغلة لمجلة نيوزويك إلى أن النشر من المرجح أن يصبح رقميًا لتغطية خسائره ويمكن أن يخضع لتغييرات أخرى بحلول العام المقبل. قال باري ديلر، رئيس IAC، أن شركته كانت تبحث عن خيارات منذ انسحاب شريكها في نيوزويك/ ديلي بيست.
في 18 أكتوبر 2012، أعلنت الشركة أن النسخة الأمريكية المطبوعة ستتوقف في نهاية عام 2012 بعد 80 عامًا من النشر، مشيرة إلى الصعوبة متزايدة بسبب الاحتفاظ بمجلة أسبوعية ورقية ومواجهة لإنخفاض إيرادات الإعلانات والاشتراكات وزيادة التكاليف لإنتاج وتوزيع المطبوعات.

## آي بي تي ميديا والعودة إلى الطباعة والربحية (2013-2018)
- في أبريل 2013، صرّح رئيس مجلس إدارة IAC ومؤسسها باري ديلر في مؤتمر Milken Global بأنه «تمنى لو لم يشتري نيوزويك» لأن شركته خسرت أموالًا في المجلة ووصف عملية الشراء بأنها «خطأ» و«مهمة حمقاء».[23]
- في 3 أغسطس 2013، استحوذت آي بي تي ميديا على نيوزويك من IAC بشروط لم يتم الكشف عنها؛ شمل الاستحواذ على علامة نيوزويك التجارية ومنشوراتها على الإنترنت، لكنها لم تشمل ذا ديلي بيست.[6]
- في 7 مارس 2014، أعادت شركة آي بي تي ميديا إطلاق نسخة مطبوعة من نيوزويك.[24]
- أعادت آي بي تي ميديا المنشور إلى الربحية في 8 أكتوبر 2014.[25]
- في فبراير 2017، عَيّنت آي بي تي ميديا مات مكاليستر، ثم محرر نيوزويك إنترناشونال، كرئيس تحرير عالمي لمجلة نيوزويك.[26]
- أصبحت آي بي تي ميديا تُعرف باسم Newsweek Media Group في عام 2017، وغيرت اسمها مرة أخرى إلى آي بي تي ميديا بعد العرض المنفصل (سبتمبر 2018).[27]
- في سبتمبر 2018، وبعد الإنتهاء من التغييرات الهيكلية الاستراتيجية التي تم الإعلان عنها في البداية في شهر مارس من نفس العام، انبثقت شركة آ بي تي ميديا عن نيوزويك، مما جعلها مطبوعة مستقلة لأول مرة منذ ما يقارب 60 عامًا.[28][29]

## الإعارة والفروع
في عام 2003، كان التوزيع العالمي أكثر من 4 ملايين، بما في ذلك 2.7 مليون في الولايات المتحدة؛ بحلول عام 2010، انخفض إلى 1.5 مليون (مع انخفاض مبيعات أكشاك الصحف إلى ما يزيد قليلاً عن 40.000 نسخة في الأسبوع). تنشر نيوزويك طبعات باللغات اليابانية والكورية والبولندية والرومانية والإسبانية والروبلاتينية الإسبانية والعربية والتركية والصربية، بالإضافة إلى نيوزويك الدولية باللغة الإنجليزية. أما نيوزويك الروسية التي نُشرت منذ عام 2004، فقد أغلقت النشرة في أكتوبر 2010. (وهي صحيفة أسبوعية أسترالية حتى عام 2008) تضم قسمًا للأخبار الدولية من نيوزويك، كما أن مقرها في مدينة نيويورك.
استحوذت المجلة على 22 مكتبًا في عام 2011؛ تسعة مكاتب في الولايات المتحدة:(مدينة نيويورك، لوس أنجلوس، شيكاغو، ديترويت، دالاس، وميامي، واشنطن العاصمة، بوسطن، وسان فرانسيسكو. أما الآخرون فيقعون في الخارج في مدينة لندن، باريس، برلين، موسكو، القدس، بغداد، طوكيو، هونج كونج، بكين، جنوب آسيا، كيب تاون، مكسيكو سيتي، وبوينس آيرس.
وفقًا لعمود نُشر عام 2015 في صحيفة نيويورك بوست، انخفض توزيع مجلة نيوزويك إلى «ما يزيد قليلاً عن 100000»، وكان عدد الموظفين في ذلك الوقت «حوالي 60 من طاقم التحرير»، ارتفاعًا من «أقل من 30 من طاقم التحرير» في عام 2013، بالإضافة إلى الخطط المعلنة بعد ذلك لزيادة العدد إلى ما يقارب 100 في العام المقبل.

## الخلافات
مزاعم التحيز الجنسي
أظهر غلاف مجلة نيوزويك عام 1986 مقالاً جاء فيه أن «النساء اللواتي لم يتزوجن في سن الأربعين لديهن فرصة أكبر للقتل على يد إرهابي أكثر من فرصة العثور على زوج». في النهاية اعتذرت مجلة نيوزويك عن القصة وفي عام 2010 أطلقت دراسة اكتشفت أن 2 من كل 3 نساء في سن الأربعين وعزباء في عام 1986 تزوجا منذ ذلك الحين. تسببت القصة في موجة من القلق وبعض الشك بين النساء المحترفات والمتعلمات تعليماً عالياً في الولايات المتحدة. تم الاستشهاد بالمقال عدة مرات في عام 1993 في فيلم هوليوود الساهر في سياتل بطولة توم هانكس وميج رايان. في حين تم إجراء مقارنات مع هذه المقالة والقضايا المتزايدة الحالية المحيطة بالوصمة الاجتماعية للنساء غير المتزوجات في آسيا.

## أخطاء واقعية
في عام 2017، نشرت مجلة نيوزويك قصة تدّعي أن السيدة الأولى لبولندا رفضت مصافحة الرئيس الأمريكي دونالد ترامب. في حين وصفت منظمة سنوبس بأنه «خطأ». مما دفع نيوزويك إلى تصحيح قصتها.
في عام 2018، نشرت مجلة نيوزويك قصة تؤكد أن الرئيس ترامب قد لوّن العلم الأمريكي بشكل خاطئ أثناء زيارته لأحد الفصول الدراسية. ولكن لم تتمكن منظمة سنوبس من التأكيد على الأدلة الفوتوغرافية.
في أغسطس 2018، ذكرت مجلة نيوزويك «كذباً» أن حزب الديمقراطيين السويديين، وهو حزب يميني متطرف، يمكن أن يفوز بالأغلبية في الانتخابات البرلمانية السويدية 2018. أظهرت استطلاعات الرأي أن الحزب بعيد كل البعد عن الفوز بالأغلبية. بحلول سبتمبر 2018، كانت المقالة غير الدقيقة لمجلة نيوزويك لا تزال موجودة.
قام كاتب نيوزويك السابق ماثيو كوبر بإنتقاد نيوزويك لنشرها العديد من القصص غير الدقيقة في عام 2018.

## 2018 التحقيق والفصل
- قام مكتب المدعي العام في مانهاتن بمداهمة مقر نيوزويك في لوار مانهاتن في 18 يناير 2018، وصادر 18 خادمًا للكمبيوتر كجزء من تحقيق يتعلق بمالية الشركة.[39] كما أن شركة آي بي تي المملوكة لمجلة نيوزويك كانت تحت المراقبة بسبب علاقاتها مع ديفيد جانغ [39]، قس كوري جنوبي وزعيم طائفة مسيحية تسمى «المجتمع».[40]
- في فبراير 2018، تم فصل اثنين من كبار المحررين وعدد غير محدد من المراسلين دون تفسير.[41] كانت سيليست كاتز، وهي مراسلة تم فصلها من العمل؛ قد قدمت تقريراً عن شؤون الشركة، بما في ذلك مداهمة مكتب المدعي العام في مانهاتن. في حين أشرف محرر الأخبار التنفيذي كينيث لي، الذي تم فصله أيضًا، على التغطية بعد الإعلان عن إطلاق النار.
- استقال الكاتب الكبير ماثيو كوبر احتجاجًا على ذلك عن طريق خطاب استقالة نشره على تويتر.

## آخر
تم الإثبات على أن قصة غلاف العدد الصادر في 15 كانون الثاني (يناير) 2015 بعنوان What Silicon Valley Thinks of Women بكونها مثيرة للجدل، نظرًا لكلٍ من الرسم التوضيحي الموصوف على أنه "رسم كاريكاتوري لامرأة مجهولة الهوية ذات كعوب حمراء شائكة، مع رفع فستانها بواسطة مؤشر السهم "، ومحتواه الموصوف بأنه "مقال من 5000 كلمة عن الثقافة الجنسية المخيفة لصناعة
التكنولوجيا".
في يناير 1998، كان مراسل نيوزويك مايكل إيزيكوف هو أول مراسل يحقق في مزاعم العلاقة الجنسية بين الرئيس الأمريكي بيل كلينتون ومونيكا لوينسكي، لكن المحررين شجعوا القصة. سرعان ما ظهرت القصة على الإنترنت في تقرير «الكادح،Drudge».
في الانتخابات الرئاسية الأمريكية لعام 2008، كتبت حملة جون ماكين رسالة مطولة إلى المحرر تنتقد فيه قصة الغلاف في مايو 2008.
في ديسمبر 2019، قال الصحفي طارق حداد أنه استقال من مجلة نيوزويك عندما رفضت نشر قصته حول الوثائق التي نشرتها ويكيليكس بشأن تقرير منظمة حظر الأسلحة الكيماوية عن هجوم دوما الكيماوي 2018. وقال حداد أن معلوماته غير ملائمة للحكومة الأمريكية التي ردت بعد الهجوم الكيماوي. ورد متحدّث باسم نيوزويك أن حداد طرح نظرية مؤامرة بدلاً من فكرة للتقرير الموضوعي، ورفض محررو نيوزويك عرضها.

## وصلات خارجية
- الموقع الرسمي